# Mulelenshi
Mulelenshi è un ward dello Zambia, parte della Provincia di Luapula e del Distretto di Mansa.